# Effet Cendrillon

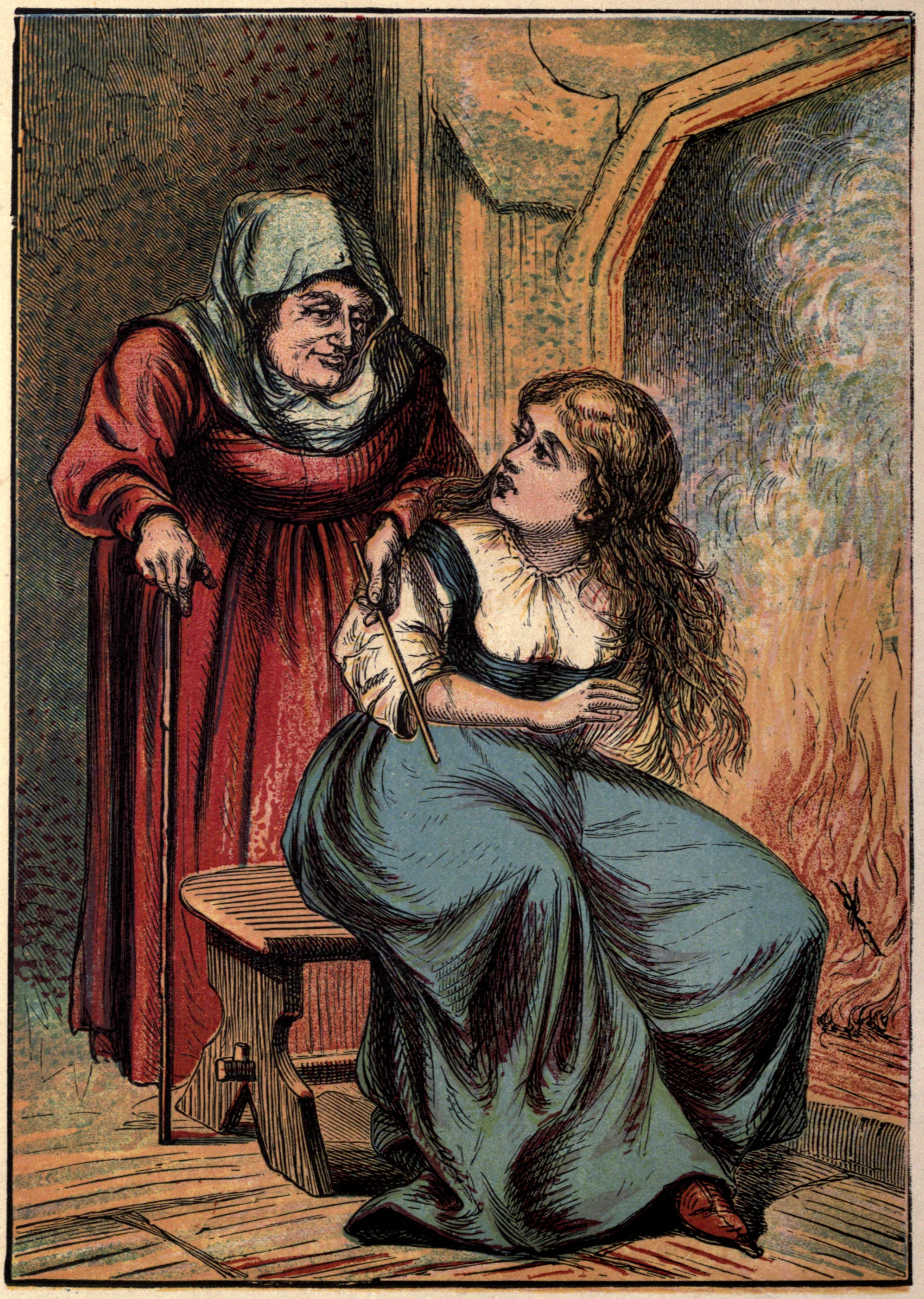
Dans le conte éponyme, Cendrillon est maltraitée par sa belle-mère (Illustration d'une édition de 1865).

En psychologie évolutionniste, l'effet Cendrillon est un phénomène de maltraitances et d'abus sur les enfants de la part de leurs beaux-parents. Il tire son nom du conte éponyme.

## Origines du concept
Au début des années 1970, une théorie sur le lien entre beaux-parents et la maltraitance des enfants voit le jour. En 1973, le psychiatre légiste P. D. Scott regroupe des informations sur un échantillon de cas de bébés battus à mort sous le coup de la colère. 15 des 29 tueurs, soit 52 %, étaient les beaux-pères des enfants. Bien qu'initialement il n'y ait pas eu d'analyse de ces données brutes, des données empiriques ont depuis été collectées sur ce qui est maintenant appelé l'effet Cendrillon dans les documents officiels, les rapports, et les recensements.
Des données collectés depuis appuient la validité d'un effet Cendrillon, avec une abondance de preuves indiquant un lien direct entre relations avec les beaux-parents et violences. Ces preuves de la maltraitance des enfants et des homicides viennent d'un large éventail de sources, dont des rapports officiels sur la maltraitance des enfants, des données cliniques, des témoignages des victimes et des rapports officiels sur les homicides.

## Conclusion des recherches
Les études ont montré que les enfants des familles reconstituées au Canada, en Grande-Bretagne et aux États-Unis, ont un risque plus élevé d'être maltraités de diverses façons, et particulièrement d'être battus à mort.
Des éléments de preuve particulièrement convaincants viennent appuyer la théorie de l'effet Cendrillon. On constate ainsi que lorsque les parents violents ont à la fois des enfants par alliance et des enfants biologiques, ils épargnent généralement leurs enfants biologiques. Selon des études menées sur ces familles, ce sont les enfants du conjoint qui ont été maltraités 9 fois sur 10, et 19 fois sur 22 dans une autre.
En plus d'afficher des taux plus élevés de comportements négatifs (p. ex., abus) envers les enfants par alliance, les beaux-parents ont aussi moins de comportements positifs envers eux que les parents biologiques. Par exemple, en moyenne, les beaux-parents s'investissent moins dans l'éducation, jouent moins avec les enfants du conjoint, les emmènent chez le médecin moins souvent, etc..
Cette discrimination envers les enfants par alliance est statistiquement inhabituelle par rapport à l'ensemble de la population car en cas de maltraitance avéré sur enfants, il est généralement constaté que tous les enfants de la maison en ont été victimes[réf. nécessaire].